# Nanunanu i Cake
Nanunanu i Cake orthographiée parfois Nananu i Cake est une île d'environ 5 km² située à environ un kilomètres de la côte nord de Viti Levu et à l'est de Malake. Située sur la même barrière récifale que l'île jumelle Nanunanu i Ra, elle en est aujourd'hui séparée par une centaine de mètres. L'île est inhabitée.